# Ескортни брод
Ескортни брод (енгл. Escort vessel)  је ратни брод намењен за заштиту конвоја и флотних састава од напада подморница, авиона и мањих површинских ратних бродова. Служи и за тражење, гоњење и уништавање непријатељских подморница на мору.

## Развој

### Први светски рат
Ескортни брод се појавио почетком Првог светског рата, када су немачке подморнице почеле озбиљно да угрожавају савезнички поморски саобраћај. За заштиту трговачких бродова  од напада подморница требало је ангажовати велики број ратних бродова добрих поморских својстава, велике брзине и радијуса дејства, опремљених противподморничким оружјем и уређајима за детекцију. За такав задатак најбоље су одговарали разарачи. Због оскудице у разарачима и потребе њиховог ангажовања у флотним саставима, Савезници су покушали у почетку  да се користе рибарским бродовима и јахтама, које су наоружавали топовима калибра 76-120 мм и дубинским бомбама. Пошто ови бродови нису задовољили, прешло се на изградњу специјалних ескортних бродова, намењених само за заштиту трговачких бродова и борбу против подморница.

#### Слуп
Британци граде 1915. два типа ескортног брода. Мањи, моторна лађа (енгл. Motor Launch) дрвеног трупа, депласмана 27 т, са погоном од два бензинска мотора, развијао је брзину 19 чворова. Имао је 1-2 топа калибра 20-37 мм, неколико митраљеза и дубинске бомбе на клизачима. Већи тип, познат под називом слуп, био је намењен за праћење океанских конвоја. Најпознатији је био тип Цвет (енгл. Flower) од 1.200 т депласмана, опремљен клипним машинама, брзине око 16 чворова, са 3 топа калибра 102 мм, неколико од 47 мм и дубинским бомбама на клизачима. 
Французи су 1916. изградили ескортни брод Batailleuse од 350 т депласмана, брзине око 15 чворова, наоружан са 2 топа од 100 мм и Marne од 600 т, брзине око 20 чворова, наоружан са 4 топа 100 мм и 2 од 65 мм. Оба су била опремљена клизачима дубинских бомби. Американци су 1918. почели да граде 110 бродова типа Орао (енгл. Eagle) од 430 т депласмана, брзне око 18. чворова, са 2 топа од 102 мм, једним од 76 мм, неколико митраљеза и 12 дубинских бомби, по предмонтажном систему (први пут примењен у ратној бродоградњи). До краја рата завршено је само 12 бродова.
После Првог светског рата расходован је велики број ескортних бродова. Између два рата развој ескортног брода ограничен је на изградњу прототипова. Британска РМ изградила је до 1938. неколико бродова типа Black Swan, депласмана 1.200 т, на турбински погон, брзине 19 чворова, наоружаних са 8 топова 102 мм и 5 од 47 мм. Радила је такође и пројекте ескортних бродова које које би у случају потребе масовно производила.

### Други светски рат
У почетку Другог светског рата Савезници су били неприпремљени за заштиту конвоја од немачких подморница. Постојећи ескортни бродови из Првог светског рата нису одговарали новонасталим условима противподморничке борбе (побољшане маневарске способности подморница, надводна брзина до 15 чворова, дубина роњења до 200 м). 

#### Корвета
На основу већ разрађених пројеката Велика Британија је  почела је 1939. серијску градњу  два нова типа ескортног брода: Hunt, од 1.200 т депласмана и брзине 27 чворова, наоружан са 4 топа од 102 мм, неколико од 20 мм и бацачима дубинских бомби (до почетка 1943. изграђено их је 86) и корвета, депласмана око 900 т, брзине 16 чворова, наоружана топом 102 мм, 2-3 топа 40-57 мм, 4-6 противподморничких бацача и 2 клизача, названа по истоименом ратном броду на једра из 18. века.

#### Фрегата
Када су подморнице почетком 1941. прошириле операције на Атлантски океан и прешле на тактику напада у чопору брзином до 17 чворова, корвета својом брзином од 16 чворова није више могла да задовољи захтеве конвојске службе. Зато се прешло на нов тип ескортног брода депласмана око 1.500 т, брзине 20 чворова, са појачаним и боље размештеним артиљеријским и противподморничким оружјем (6 бацача, 2 клизача дубинских бомби, 2 јежа или сипе) назван фрегата, такође по истоименом ратном броду из 17. века.

#### Ескортни разарач
Американци су у Другом светском рату развили ескортни разарач, депласмана 1.200-1.400 т, који је био бржи од фрегате (брзине 20-24 чвора), великог радијуса дејства (12.000 М). Наоружани су били са 3 топа калибра 76 мм, 8 од 40 мм и неколико од 20 мм, 1 троцевним торпедним апаратом, са 8-9 противподморничких бацача и 1-2 јежа или сипе. Грађени су серијски по предмонтажном систему, око 520 завршено је и употребљено током рата. Ескортни разарач показао се врло ефикасан у борби против подморница. Американци су градили за ту сврху и фрегате типа Colony сличне британским, као и ескортне бродове типа ПЦЕ (Patrol Craft Escort) од 600 т депласмана, брзине око 20 чворова, намењене за пратњу обалских конвоја.